# رابرت بیتی
رابرت بیتی (انگلیسی: Robert Beatty; ۱۹ اکتبر ۱۹۰۹ – ۳ مارس ۱۹۹۲) یک هنرپیشه اهل کانادا بود.
از فیلم‌ها یا برنامه‌های تلویزیونی که وی در آن نقش داشته‌است می‌توان به یک اودیسه فضایی، سوپرمن ۳، ساعت بیست و پنج، ترمز زمان اشاره کرد.